# Alexander Wang
Alexander Wang (ur. 26 grudnia 1983 w San Francisco) – amerykański projektant mody.

## Życiorys
Alexander Wang urodził się 26 grudnia 1983 roku w San Francisco, jako najmłodszy z trójki dzieci pary chińskich imigrantów. W 1999 roku odbył letni kurs w Central Saint Martins University of Arts w Londynie. 
W 2002 roku przeprowadził się do Nowego Jorku, aby uczęszczać do Parsons School of Design. W trakcie trwania edukacji odbył staże w Marc Jacobs i Derek Lam. W 2005 roku postanowił podjąć pracę nad stworzeniem własnej marki modowej sygnowanej jego nazwiskiem. Kolekcja opierała się na uniseksowych ubraniach z dzianiny. Wiosną 2007 stworzył pierwszą linię kobiecą tzw. ready-to-wear.  
Jesienią 2007 roku, Wang przedstawił kolekcję w Nowym Jorku. Wygrał CFDA/Vogue Fashion Fund w 2008, otrzymując 20 tys. USD nagrody na rozszerzenie własnego biznesu. W tym samym roku uruchomił swoją pierwszą kolekcję torebek. 
W 2009 roku stworzył linię ubrań damskich „T by Alexander Wang”, a rok później linię męską, również pod tą samą nazwą. 
5 listopada 2012 został mianowany dyrektorem kreatywnym domu mody Balenciaga, zastępując na tym stanowisku Nicolasa Ghesquière’a. Debiutancka kolekcja na jesień-zimę w nowej roli została zaprezentowana w lutym 2013. Wang pełnił funkcję do 31 lipca 2015.
W 2016 roku Alexander Wang został prezesem i dyrektorem generalnym własnej marki odzieżowej, jednocześnie zastępując swoją matkę Ying Wang i szwagierkę Aimee Wang. 
W 2016 pojawił się w filmie Zoolander 2 (występ cameo).
W grudniu 2020 roku pojawiły się oskarżenia wobec Wang'a o wykorzystywanie seksualne.